# 천력 (원)
천력(天曆, 1328년 9월 ~ 1330년 5월)은 원나라 문종(文宗) 툭테무르 자아야투 칸의 첫번째 연호이다. 1년 8개월 가량 사용되었다. 아우 툭테무르 자아야투 칸에게 선양받아 즉위한 코실라 쿠툭투 칸(명종)이 즉위년(1329년)에 급사하여 연호를 개원하지 못하고 툭테무르 칸이 다시 복위했기 때문에 코실라 쿠툭투 칸의 재위 기간에도 천력 연호가 계속 사용되었으며, 지순으로 연호를 개원할 때까지 천력 연호가 사용되었다.

## 개원
- 치화(致和) 원년 9월 13일[1](율리우스력 1328년 10월 16일)에 연호를 천력(天曆)으로 개원함.[2][3][4][5]

- 천력(天曆) 3년 5월 8일[6](율리우스력 1330년 5월 25일)에 연호를 지순(至順)으로 개원함.[7][8][9][5]

## 연대 대조표
| 천력 | 서기(西紀) | 간지(干支) |
| 원년 | 1328년     | 무진(戊辰) |
| 2년  | 1329년     | 기사(己巳) |
| 3년  | 1330년     | 경오(庚午) |

## 동시대 연호

### 베트남
- 카이타이(開泰) (1324년 ~ 1329년)
- 카이흐우(開佑) (1329년 ~ 1341년)

### 일본
- 가랴쿠(嘉曆) (1326년 ~ 1329년)
- 겐토쿠(元德) (1329년 ~ 1332년)

## 같이 보기
- 다른 왕조의 같은 연호
  - 일본(日本) 덴랴쿠(天曆, 947년 ~ 957년)

- 중국의 연호 목록